# Oleksandra Horbounova
Oleksandra Horbounova (ukrainien : Олександра Горбунова) épouse Kurasova (Koerasova), née le 4 avril 1986 à Berdiansk, est une ancienne joueuse ukrainienne de basket-ball, évoluant au poste d'ailière.
Après avoir obtenu des distinctions dans les compétitions de jeunes, avec en particulier deux titres de mvp des Championnats d'Europe des 20 ans et moins en 2004 et 2005, elle est considérée comme l'une des plus grandes joueuses en devenir en Europe.
À l'Euro 2009, elle marque 12,7 points ainsi que 4,7 rebonds par rencontre, mais ne peut éviter la dernière place à son équipe.
Elle a pris sa retraite de joueuse en 2014.

## Club
- 2004-2005 : Kozatchka-ZAlK Zaporijjia  Ukraine
- 2005-2008 : MKB Euroleasing Sopron  Hongrie
- 2008-2009 : CSKA Moscou  Russie
- 2009-2010 : CB Halcón Viajes  Espagne
- 2010-2011 : ?
- 2011-2012 : ?
- 2012-2013 : Rivas Ecópolis  Espagne
- 2013-2014 : Dynamo Koursk  Russie

## Palmarès
- Hongrie : 2007

### Distinction personnelle
- Élue MVP du Championnat d'Europe des 20 ans et moins 2005
- Élue MVP du Championnat d'Europe des 20 ans et moins 2004
- Élue MVP du Championnat d'Europe des 18 ans et moins 2004